# Archie Panjabi
Archana "Archie" Panjabi, född 31 maj 1972 i London i England, är en brittisk skådespelare. Hon är bland annat känd för sin roll i TV-serien The Good Wife.

## Filmografi (i urval)
- 1999 – East Is East
- 2002 – Skruva den som Beckham
- 2005 – The Constant Gardener
- 2006 – Ett bra år
- 2007 – A Mighty Heart
- 2009–2015 – The Good Wife (TV-serie)
- 2010 – The Infidel
- 2013–2014 – The Fall (TV-serie)
- 2015 – San Andreas
- 2018 – Familjeband (TV-serie)
- 2019 – Departure (TV-serie)
- 2020 – Run (TV-serie)
- 2020 – I Know This Much Is True (TV-serie)
- 2021 – Star Wars: Uslingarna (TV-serie) (röst)